# Championnats du monde de pentathlon moderne 2024
Navigation
Édition précédente Édition suivante
Les Championnats du monde de pentathlon moderne 2024 sont la 65e édition des Championnats du monde de pentathlon moderne. Ils ont lieu à Zhengzhou, en Chine, du 10 au 16 juin 2024.
Ces championnats du monde sont qualificatifs pour les Jeux olympiques de Paris 2024 pour les trois athlètes médaillés en individuel (s'ils ne sont pas déjà déjà qualifiés).
La compétition accueille également le championnat du monde de laser-run du 7 au 9 juin 2024.

## Pentathlon

### Podiums
| Épreuves    | Or                                                | Or       | Argent                                                      | Argent   | Bronze                                                  | Bronze   |
| Hommes      | Hommes                                            | Hommes   | Hommes                                                      | Hommes   | Hommes                                                  | Hommes   |
| ----------- | ------------------------------------------------- | -------- | ----------------------------------------------------------- | -------- | ------------------------------------------------------- | -------- |
| Individuel  | Csaba Bőhm                                        | 1551 pts | Balázs Szép                                                 | 1524 pts | Jun Woong-tae                                           | 1513 pts |
| Par équipes | Hongrie- Csaba Bőhm - Bence Demeter - Balázs Szép | 4544 pts | Corée du Sud- Jun Woong-tae - Kim Soeng-jin - Seo Chang-wan | 4415 pts | Tchéquie- Marek Grycz - Matěj Lukeš - Martin Vlach      | 3738 pts |
| Relais      | Corée du Sud- Jun Woong-tae - Seo Chang-wan       | 1466 pts | Ukraine- Maksym Aharushev - Oleksandr Tovkai                | 1442 pts | France- Léo Bories - Ugo Fleurot                        | 1427 pts |
| Femmes      |                                                   |          |                                                             |          |                                                         |          |
| Individuel  | Seong Seung-min                                   | 1434 pts | Blanka Guzi                                                 | 1433 pts | Rita Erdős                                              | 1418 pts |
| Par équipes | Hongrie- Blanka Bauer - Rita Erdős - Blanka Guzi  | 4229 pts | Corée du Sud- Jang Ha-eun - Kim Sun-woo - Seong Seung-min   | 4182 pts | Mexique- Mariana Arceo - Catherine Oliver - Tamara Vega | 3766 pts |
| Relais      | Corée du Sud- Kim Sun-woo - Seong Seung-min       | 1321 pts | Égypte- Amira Kandil - Haydy Morsy                          | 1282 pts | Guatemala- Sofía Cabrera - Sophia Hernández             | 1271 pts |
| Mixte       |                                                   |          |                                                             |          |                                                         |          |
| Relais      | Corée du Sud- Seo Chang-wan - Kim Sun-woo         | 1116 pts | Égypte- Mohamed El-Gendy - Malak Ismail                     | 1110 pts | Lituanie- Titas Puronas - Elzbieta Adomaitytė           | 1105 pts |

### Tableau des médailles
- Pays organisateur

| Rang  | Nation       | Or | Argent | Bronze | Total |
| ----- | ------------ | -- | ------ | ------ | ----- |
| 1     | Corée du Sud | 4  | 2      | 1      | 7     |
| 2     | Hongrie      | 3  | 2      | 1      | 6     |
| 3     | Égypte       | 0  | 2      | 0      | 2     |
| 4     | Ukraine      | 0  | 1      | 0      | 1     |
| 5     | France       | 0  | 0      | 1      | 1     |
| 5     | Guatemala    | 0  | 0      | 1      | 1     |
| 5     | Lituanie     | 0  | 0      | 1      | 1     |
| 5     | Mexique      | 0  | 0      | 1      | 1     |
| 5     | Tchéquie     | 0  | 0      | 1      | 1     |
| Total | Total        | 7  | 7      | 7      | 21    |

## Laser run
| Épreuves          | Or                                           | Or       | Argent                                                                           | Argent   | Bronze                                                   | Bronze   |
| ----------------- | -------------------------------------------- | -------- | -------------------------------------------------------------------------------- | -------- | -------------------------------------------------------- | -------- |
| Individuel hommes | Luo Shuai                                    | 09:57.91 | Macias Lorenzo                                                                   | 10:18.97 | Liu Zhenfeng                                             | 10:21.53 |
| Par équipe hommes | Chine- Luo Shuai - Liu Zhenfeng - Fan Daqian | 30:43.78 | France- Mohamed-Kamis Mtir - Florian Gerbe - Dany Boussada                       | 32:46.60 | Koweït- Ahmed Alameer - Naser Alazemi - Abdallah Meshref | 46:36.40 |
| Individuel femmes | Wu Xiyao                                     | 11:45.46 | Ma Yujuan                                                                        | 11:56.47 | Sun Wanting                                              | 12:02.67 |
| Par équipe femmes | Chine- Wu Xiyao - Ma Yujuan - Sun Wanting    | 35:44.60 | Philippines- Juliana Shane Sevilla - Shyra Mae Aranzado - Princess Honey Arbilon | 37:54.54 | Chine- Wu Haoran - Zhang Ting - Zhang Jing               | 37:31.80 |
| Relais mixte      | Chine- Wu Xiyao - Liu Zhenfeng               | 12:36.20 | Mexique- Lorenzo Macias - Mariana Arceo                                          | 12:37.07 | Philippines- Shyra Mae Aranzado - Samuel German          | 12:38.17 |